# 商標の普通名称化
商標の普通名称化（しょうひょうのふつうめいしょうか）とは、商標としての機能、すなわち特定の企業その他の団体が提供する商品または役務（サービス）を識別する標識としての機能（自他商品役務識別機能、出所表示機能）を有していた名称が、徐々にその機能を消失させ、需要者（取引者、最終消費者）の間でその商品や役務を表す一般的名称として意識されるに至る現象をいう。
商標が普通名称化すると、商標としての機能は失われ、商品や役務に用いても顧客吸引力をまったく発揮しなくなる。また、その商標が登録されていても商標権の行使が不能となり、第三者による無断利用を排除することができない。その結果、これまでの営業努力によって築きあげられたブランド価値が消失し、その商標を保有していた企業などにとっては大きな損失となる。そのため、周知あるいは著名な商標を保有する企業などは、徹底した「ブランド管理」によって、商標の普通名称化を阻止しようとするのが一般的である。

## 普通名称
「その名称が特定の業務を営む者から流出した商品又は特定の業務を営む者から提供された役務を指称するのではなく、取引界においてその商品または役務の一般的名称であると意識されるに至っているもの」を意味し、商標として使用されても需要者はその商品や役務の出所を認識することができないので商標としての機能を発揮しない。
- 商標「時計」について「時計」[2]
- 役務「美容」について「美容」[2]

その他、商品または役務の普通名称には略称・俗称も含まれる。
このような略称、俗称の例を次に示す。
- 略称：「アルミ」（アルミニウム）「パソコン」（パーソナルコンピュータ）[2]
- 俗称：「波の花」（塩）「おてもと」（箸）[2]

## 商標の普通名称化
普通名称は、前節に列挙したもののような、大昔から一般的名称として用いられてきたものに限られない。当初は、特定の業務を営む者による商品または役務を指称する商標としての機能を発揮していたが、その後普通名称となることがある。この現象が商標の普通名称化である。

### 普通名称化した商標の例
普通名称化した商標の例としては、以下のようなものがある。
- 日本語
  - エスカレーター
  - 正露丸
  - メカトロニクス
  - 魔法瓶 - （英語圏ではサーモス）
  - ういろう[3]
  - プリクラ - アトラスが開発と発売を、セガ・エンタープライゼスが製造と販売を受託するプリントシール機である「プリント倶楽部」の略語を由来とする。「プリクラ」も含めてアトラスによって出願されており、株式会社セガが商標権を保有している。
- 英語
  - Escalator（「エスカレーター」）
  - Videotape（「ビデオテープ」、アンペックスのブランド名）[4]
  - heroin（「ヘロイン」、バイエルのブランド名）[5]
  - Floor tom（ドラムの一種）[3]
- ポーランド語の「rower」（「自転車」の意。ローバーのブランド名）
- パラオ語の「sapporo ichibang」（「インスタントラーメン」の意。サンヨー食品の「サッポロ一番」が語源[6]）

階段式昇降機を表す「エスカレーター」は、当初は米国のオーチス・エレベータ・カンパニーが製造販売する当該種類の商品を表示する商標として需要者に認識されていた。しかし、現在は階段式昇降機を表す一般的名称として認識され、他社が製造販売する階段式昇降機にも「エスカレーター」の名称が使用されている。階段式昇降機に「エスカレーター」の名称を付して販売しても、それがオーチス社の商品であると意識されることはない。
日局クレオソートを主成分とした整腸剤を表す「正露丸」は、1954年（昭和29年）10月にいったんは商標登録された。しかし、その後無効審判の請求を受けて、当該商標が既に普通名称化したことを理由として商標登録を無効とする審決が出された。商標権者はそれを不服として審決取消訴訟を提起するが、最高裁判所において審決が維持された（最高裁判所判決昭和49年（1974年）3月5日）。「正露丸」なる名称は、既にクレオソートを主成分とした整腸剤を表す普通名称となっていたことが認定された。
機械工学と電子工学が融合した学問・技術分野を示す「メカトロニクス」は、1969年に安川電機の技術者・森徹郎によって発表された概念で、1972年に同社の登録商標として登録された。現在ではこのような学問分野を示す一般的名称となっている。
保温性の高い容器のことを指す「魔法瓶」は、元々1911年に国産品第1号を開発した日本電球の商標だったが、同社が登録商標としなかったため、現在は一般名称となっている。JISの一覧にも、「規格番号『JIS S 2053』・名称『ステンレス鋼製まほうびん』」という区分がある。
ちなみに一部の国で多いものとして、日本におけるセスナ（軽飛行機の代名詞）や東南アジアにおけるHonda（バイク）の例もある。
また、完全に普通名称化したとまではされていないものの「宅急便」（ヤマト運輸の登録商標）や「エレクトーン」（ヤマハの登録商標）のように、代名詞的な使用法が広く普及しているものもある。中には結束バンドを指す「タイラップ」「インシュロック」のように、その「代名詞」が複数存在するケースもある｡
このような用法が普及すると、「（Toyota Safety Senseを指して）EyeSight付きのカローラ」、「（PlayStationを指して）ソニーのファミコン」といったような奇妙な文章が出来上がってしまうこともままある。

## 普通名称化の原因
普通名称化には、商品やサービスの内容を原因とするもの、商標の使われ方を原因とするもの、商標そのものを原因とするものがある。
従来には存在しなかった革新的な商品、サービスが生み出されたとき（商品やサービスの内容に原因がある場合）
従来には存在しなかった革新的な商品やサービスが生み出された直後は、その商品やサービスを一般的に表す名称が存在しないため、同業者によって後発的な類似商品や類似サービスが提供された際には、当該後発商品やサービスを表示する場合にも先行者の商標が使用されやすい。
自他商品識別力が弱い商標（ウィークマーク）が付された場合（商標そのものに原因がある場合）
その商品や役務の普通名称、商品の品質、原材料、効能、用途などを暗示する語、サービスの質、効能、用途などを暗示する語、またはこれらの略称を組み合わせることにより構成した商標は、もともと強い自他商品識別力を発揮しないため、普通名称化しやすい傾向がある。はちみつレモン（サントリー）の場合、その名前から商標登録が拒否された結果同業他社の参入が相次ぎ過当競争化、撤退の憂き目にあった。
商標が消費者に広く認知された場合
商標が広く知られるようになると、以下のような理由での商標の普通名称化が発生しうる。
- 企業側に原因があるケース：その周知性、著名性にただ乗り（フリーライド）しようとする同業者がしばしば現れる。商標が同業者に無断で使用されながら、権利者が管理を怠り、適切な禁止措置をしなかった場合、多数の同業者が広範囲に使用するようになって、自他商品識別力を失い、普通名称化することがある。
- 消費者側に原因があるケース：あるジャンルにおいて特定の商品のシェアや知名度が他の類似品に比して異常に高い（他の商標の知名度が異常に低い）場合、上述のように一般名称が存在または浸透していない場合。例えば日本（特に中国地方）/韓国のワンボックスカー市場において、「ボンゴ」（マツダ・ボンゴとその現地生産であったキア・ボンゴ）の名称がワンボックスカー全体を指す状況があった。

## 商標の普通名称化に関連する法令の規定

### 商標登録の排除
普通名称化した名称は、商標登録が受けられない。普通名称化した名称が、登録審査の誤りによって商標登録されたとしても、他人の請求によって登録が取り消され、無効にされることがある。
商標登録された後に、登録商標が普通名称化した場合も、商標登録が取り消される制度を持つ国が多数である。たとえば、日本、米国、EU、イギリス、ドイツ、フランスでは、商標権者の作為または不作為によって登録商標が普通名称化した場合、その登録は他人の請求によって取り消される可能性がある。

### 商標権行使等の制限
普通名称には商標権の効力が及ばない。したがって、登録商標が普通名称化すると、商標権の行使が不能となり、第三者による登録商標の無断使用を排除できない。
一方、登録されていない商標は商標法による保護を受けられないが、未登録商標が周知または著名である場合は、不正競争防止法による保護を受けることができ、第三者による無断使用を排除できる（不正競争防止法2条1項1号、2号、3条）。しかし、普通名称化した商標はもはや同法2条1項1号や2号の「商品等表示」の要件を満たさないので、不正競争防止法による保護も受けられない。

### 普通名称化の防止
普通名称化の防止のため、自社の商品やサービスを表示する際に商標マークや登録商標マークを付することが行われる。特に日本においては、これらの記号は法律上特定の効果を生じさせるものではないが、普通名称化を防ぐ事実上の効果を期待して使用されている。
その他、世界の法令においては、辞書や百科事典などで、登録商標が普通名称であるかのような印象を与える表現がされている場合には、登録商標である旨の表示を出版社に対して請求することを認める規定が見られる。EUの欧州共同体商標規則10条、ドイツの商標法16条、スペインの商標法35条、デンマークの商標法11条などが該当する。一方、アメリカ、イギリス、フランス、日本ではこのような規定は設けられていない。日本国特許庁の審議会でも検討課題として指摘されたことがある。